# Без'ядерна зона

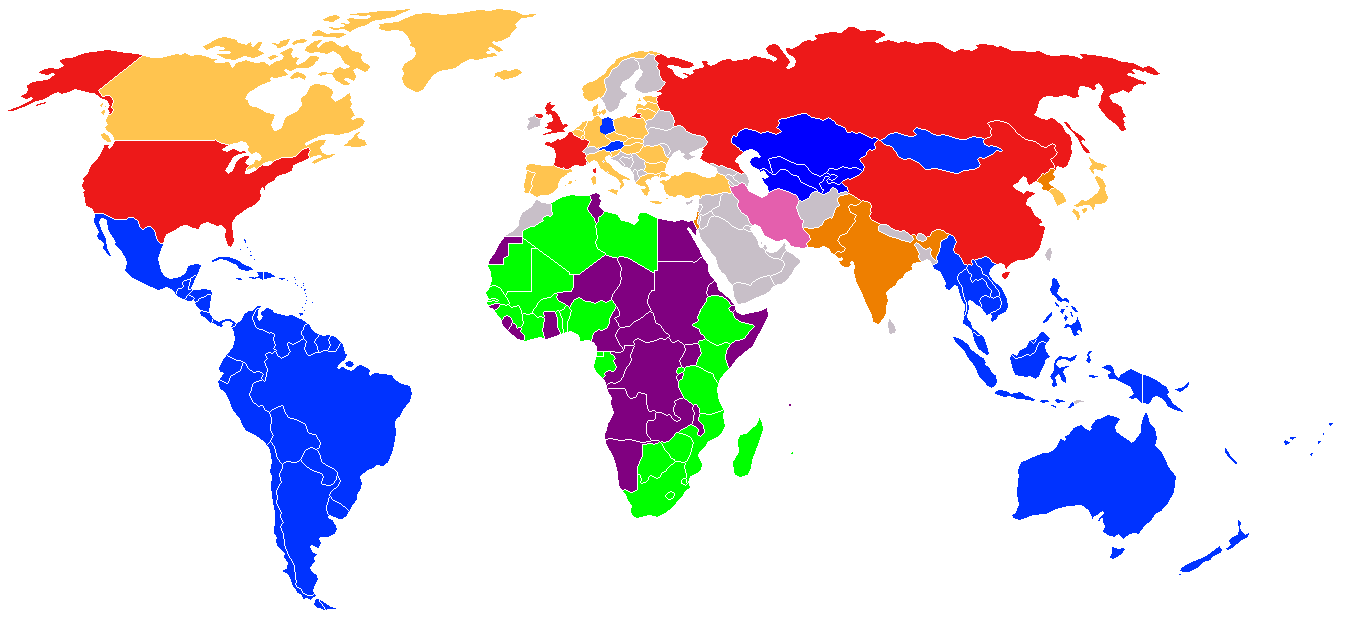
Карта світу з кольоровим позначенням статусу без'ядерних зон. Станом на травень 2007 року:
5 держав ядерного клубу
Інші країни, які мають ядерну зброю
Держави, які знаходяться в альянсі з державами, які мають ядерну зброю
Держави-члени угоди про без’ядерні зони, де угода набрала чинності
Держави-члени угоди про без’ядерні зони, в яких вона було ратифіковано, але не набрала чинності
Держави, які підписали, але не ратифікували угоду про без’ядерні зони (угода не набрала чинності)
Держави, підозрювані в розробці ядерної зброї

Без'я́дерна зо́на — територія, вільна від випробування, виробництва, розміщення, зберігання і транзиту ядерної зброї, а також у межах якої і проти якої виключається застосування ядерної зброї. Без'ядерні зони утворюють як регіони (наприклад, у 1967 було підписано Договір про заборону ядерної зброї в Латинській Америці; 11 квітня 1996 році в Каїрі був відкритий до підписання Договір Пеліндаба (Pelindaba Treaty) щодо створення в Африці зони вільної від ядерної зброї (ЗВЯЗ)), так і окремі держави (наприклад, у 1984 Гренландія оголосила свою територію без'ядерною зоною) чи частини держав (окремі територіально-адміністративні одиниці в США, Канаді, Японії оголосили себе вільними від ядерної зброї).
1991 року Верховна Рада України оголосила її без'ядерний статус.